# جيت للطيران
خطوط جيت الجوية (بالإنجليزية: Jet Airways)‏ هي شركة طيران هندية مقرها في دلهي ولها مركز تدريب في مومباي. تأسست في أبريل 1992 وبدأت عملياتها في عام 1993. وبدأت عمليات كاملة في عام 1995 مع إضافة رحلات دولية في عام 2004. طرحت شركة الطيران للاكتتاب العام في 2005 و2007، عندما استحوذت على جيت لايت.
أعلنت الشركة عن خطة لاستئناف العمليات في أوائل عام 2022. في الذكرى التاسعة والعشرين لتأسيسها في 5 مايو 2022، أجرت رحلة تجريبية، وهي خطوة في الحصول على تصريح المشغلين الجويين (AOP).
أجرت الشركة في 15 مايو 2022 ثلاث رحلات تجريبية بالطائرة من دلهي إلى مومباي، مومباي إلى أحمد أباد، وأحمد أباد إلى دلهي. أكملت شركة جت إيروايز رحلة الاختبار النهائية في 17 مايو 2022.

## التاريخ

### التأسيس والنمو 1992-2009

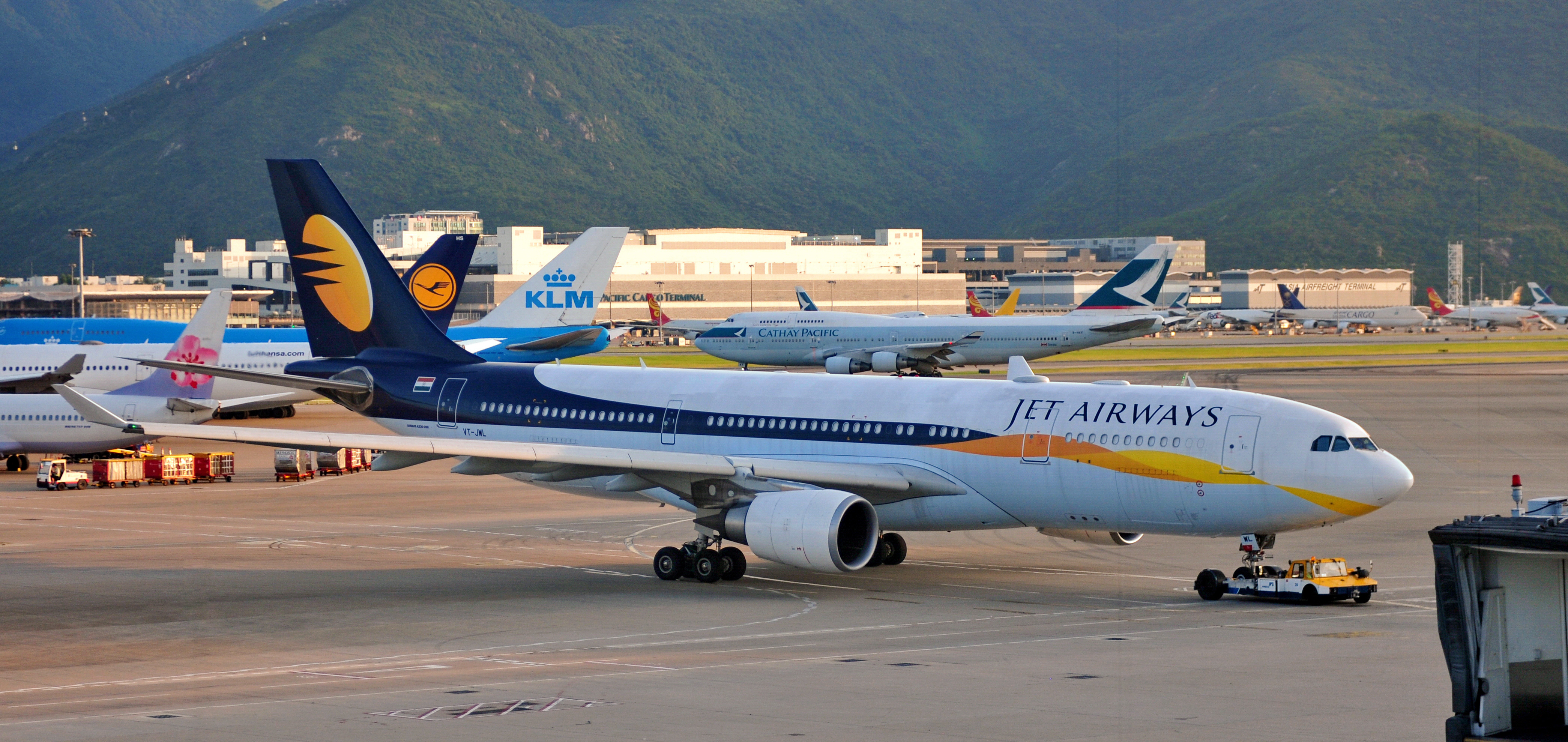
طائرة إيرباص إيه 330 التابعة للخطوط الجوية جت في هونغ كونغ.

تأسست خطوط جيت الجوية باعتبارها مشغل التاكسي الجوي في 1 نيسان/ أبريل 1992. وبدأت عملياتها التجارية في 5 أيار/ مايو عام 1993 مع أسطول من أربع طائرات بوينغ 737-300 مستأجرة من الخطوط الجوية الماليزية. في كانون الثاني/ ينايرعام 1994 مكّن تغيير في القانون خطوط جيت الجوية من تقديم طلب للحصول على مركز خط جوي منتظم، والذي تم منحه في 4 كانون الثاني/ يناير عام 1995. وقد تمتعت الخطوط الجوية الهندية باحتكار للسوق المحلية بين عام 1953، عندما تم تأميم جميع الشركات المقدمة لخدمات النقل الجوي الهندية الكبرى بموجب قانون شركات الطيران (1953)، وكانون الثاني/ يناير عام 1994، عندما ألغي قانون شركات الطيران، حيث حصلت خطوط جيت الجوية في أعقاب ذلك على مركز خط جوي منتظم.

### الوقت الحالي 2010

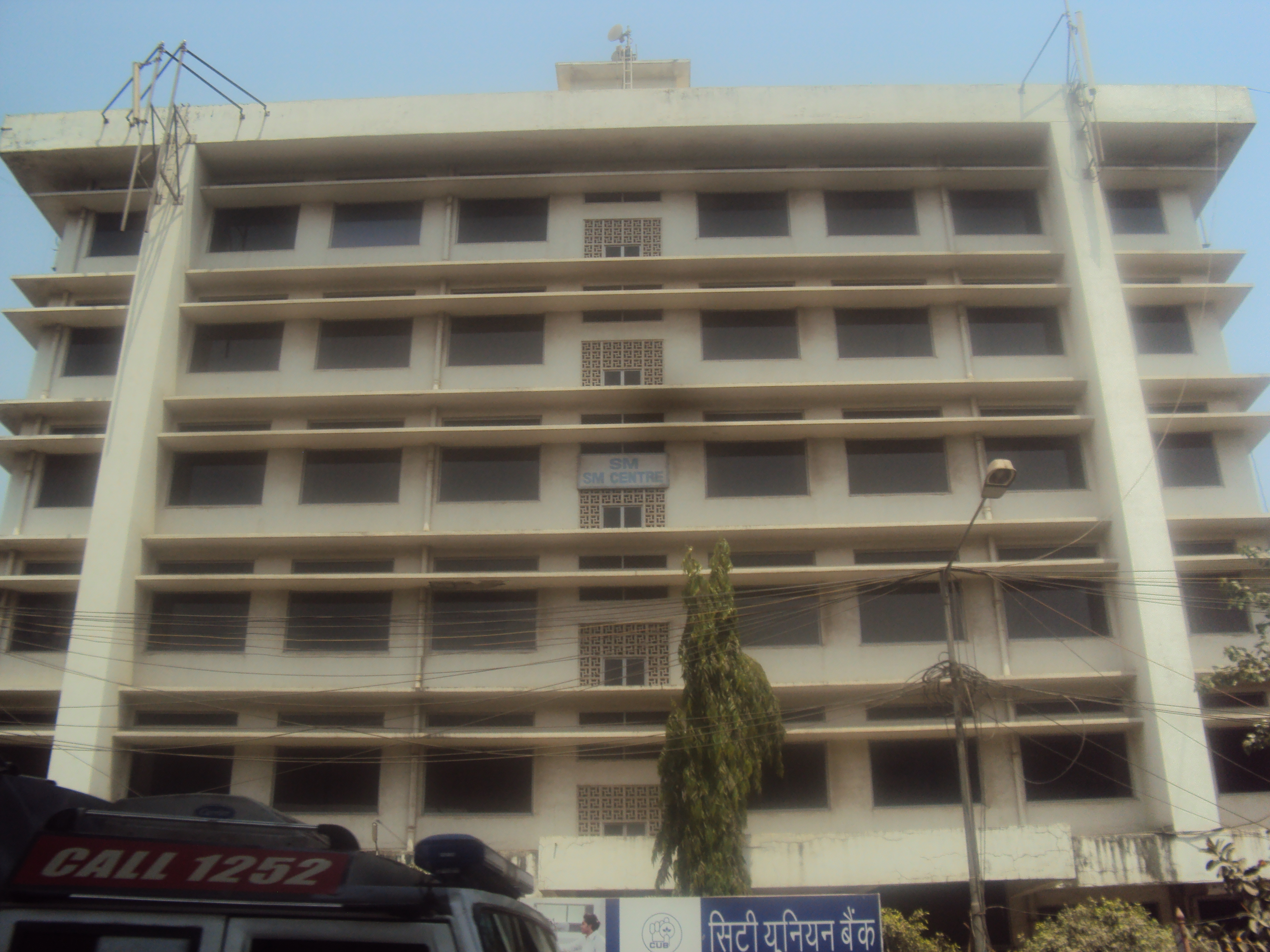
مبنى مقر شركة خطوط الطيران جيت في مومباي.

وفقاً لتقرير وكالة أنباء بريس تراست أوف إنديا، للربع الثالث من عام 2010، بلغت أسهم خطوط جيت الجوية ( جيت + جيتلايت ) في السوق 22.6٪ من حيث المسافرين الذين تم نقلهم، مما يجعل منها شركة رائدة في السوق في الهند، تليها الخطوط الجوية كينغفيشر بنسبة 19.9٪. في تموز/ يوليو عام 2012، سعت خطوط جيت الجوية بشكل رسمي للحصول على موافقة الحكومة للانضمام إلى ستار ألايانس. في حزيران/ يونيو عام 2011، كانت خطوط جيت الجوية أول شركة طيران محلية تحظر نقل الأسماك، سرطان البحر، اللحوم ومنتجات الدواجن والمواد السائلة عند تسجيل الأمتعة. في بداية عام 2013، اعتزمت الاتحاد للطيران، إحدى حاملات علم دولة الإمارات العربية المتحدة ومقرها في أبوظبي، شراء حصة في شركة خطوط جيت الجوية. في 24 نيسان/ أبريل عام 2013، أعلنت شركة جيت أنها على استعداد لبيع حصة 24٪ إلى الاتحاد للطيران مقابل 379,000,000$.

## الخدمات

### الرحلات الجوية الدولية البعيدة المدى

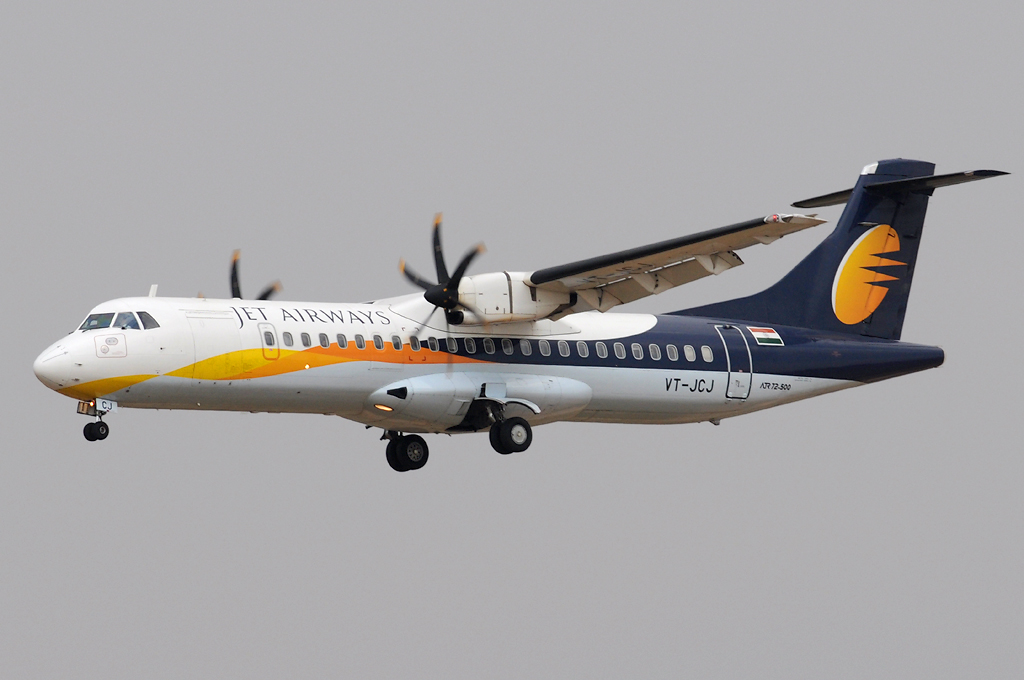
طائرة أ تي آر 72-500 التابعة للخطوط الجوية جيت.

مع وصول طائراتها إيرباص إيه 330-200 وبوينغ 777-300إي آر الجديدة كانت خطوط جيت الجوية قد أدخلت مقصورةً جديدة مع مقاعد محسنة في جميع الدرجات.

### الرحلات الجوية الدولية القصيرة المدى والمحلية
تم تخصيص طائرات بوينغ 737 الجيل الجديد للدرجات الممتازة والاقتصادية. وتخصص طائرات إيه تي آر 72 للدرجة الاقتصادية فقط. تتميز الدرجة الممتازة بمقاعد أكثر اتساعاً بـ 40 بوصة مع شاشة شخصية بلورية عريضة معلقة على كل مقعد. يتم تصميم المقصورة الممتازة على نمط 2-2 جنباً إلى جنب.

## الترفيه أثناء الرحلات

### الدرجة الأولى
تتوفر هناك أجنحة خاصة من الدرجة الأولى على جميع طائرات بوينغ 777-300إي آر. ويمكن تحويل جميع المقاعد إلى سرير مسطح بالكامل، على غرار مقاعد شركتي الإمارات أو الاتحاد من الدرجة الأولى. وكانت ثاني شركة طيران في العالم في امتلاك أجنحة خاصة.

### الدرجة الممتازة
تحتوي درجة رجال الأعمال على متن أسطول إيرباص أ330-200 وبوينغ 777-300 إي آر الدولي على سرير مسطح بالكامل مع الترفيه بالصوت والفيديو حسب الطلب. تم تصميم المقاعد في نمط متعرج (1-2-1 على متن بوينغ 777-300إي آر، و1-1-1 على متن إيرباص أ330-200)، حيث يتيح كل مقعد الوصول المباشر إلى الممر.

### الدرجة الاقتصادية
تحتوي الدرجة الاقتصادية في طائرات جيت من نوع إيرباص إيه 330-200 / بوينغ 777-300إي آر على مقاعد بتباعد 32 بوصة. وللمقاعد شبكة مساند للقدم " على غرار الأرجوحة "
- إن نظام خطوط جيت الجوية باناسونيك إي أف إكس آي أف إي على متن طائرة بوينغ 737-700 ونظام باناسونيك إي إكس2 آي أف إي على متن طائرات إيرباص إيه 330-200/ بوينغ 777-300 إي آر، الذي يسمى " شاشة جيت "، يوفر برمجةً للصوت والفيديو حسب الطلب ( يمكن للمسافرين القيام بالتشغيل، التوقيف، الإعادة، والتقديم بسرعة حسب الرغبة ). ويحتوي على أكثر من 100 فيلماً، 80 برنامجاً تلفزيونياً، و 11 قناة صوتية ومكتبة سي.دي مؤلفة من 125 عنواناً.

## الوجهات

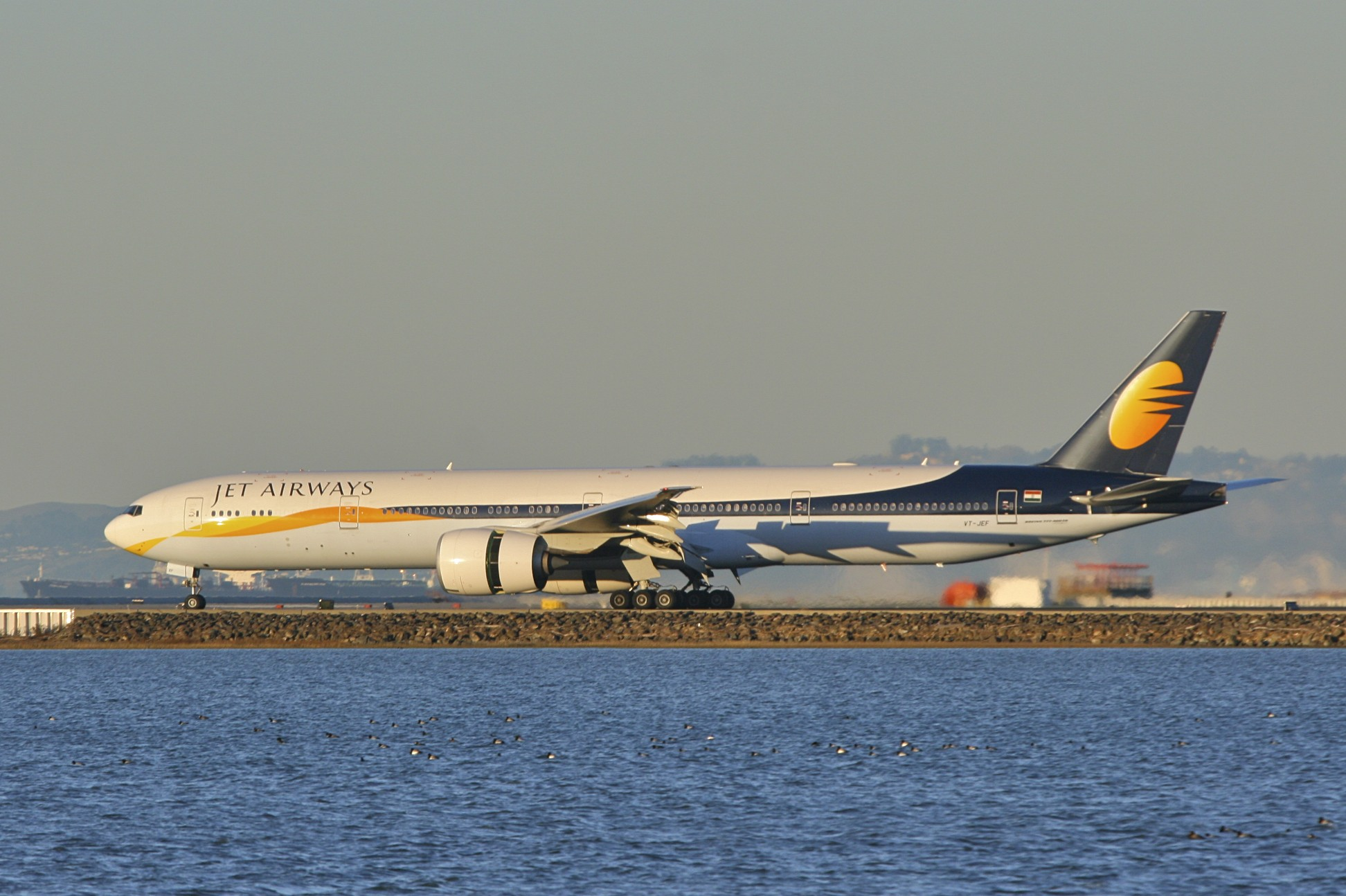
طائرة بوينغ 777 التابعة للخطوط الجوية جيت في
مطار سان فرانسيسكو الدولي.

وفقًا لموقعها على الويب، تخدم جيت للطيرن 57 وجهة منها 37 وجهة محلية و20 وجهة دولية في 15 دولة عبر آسيا وأوروبا وأمريكا الشمالية والشرق الأوسط ووجهات أخرى باتفاقية الرمز المشترك. يقع مركز الشركة الرئيسي في مومباي وولها قواعد ثانوية في دلهي وبنغالور. قدمت شركة الطيران في مارس 2004 أول وجهة دولية لها إلى كولمبو. كانت لندن التي أطلقت في 2005 أول وجهة طويلة المدى لشركة الطيران وتم إطلاقها في عام 2005.
اضطرت شركة الطيران إلى التوقف عن الرحلات الدولية في عام 2008 بسبب الأزمة المالية العالمية؛ حيث أنهت خدماتها إلى سان فرانسيسكو وشنغهاي. خططت شركة الطيران لاستعادة خط مومباي - شنغهاي بحلول نهاية عام 2011 لكنها لم تفعل ذلك أبدًا. فتحت الشركة في عام 2012 خط إلى مدينة نيويورك وأغلقت خط دلهي، ميلان في عام 2013. أعلنت شركة الطيران عن دمج الرحلات المحلية والدولية في مطار مومباي في 1 مارس 2016 وانتقلت عملياتها بالكامل إلى مبنى الركاب 2. الذي شيد حديثًا وقتها.

## الأسطول

### الأسطول الحالي

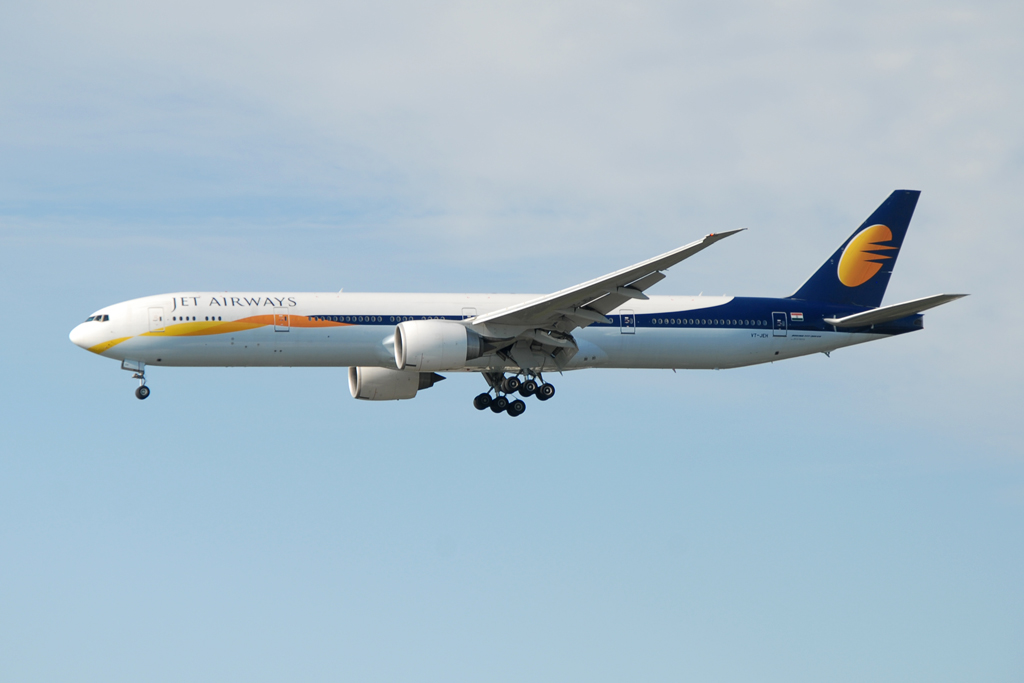
طائرة بوينغ 777 في طريقها إلى مطار لندن هيثرو في 2012

بعد إيقاف شركة الطيران لأسباب مالية، يتكون أسطول جت إيرويز مما يلي اعتبارًا من عام سبتمبر 2022:

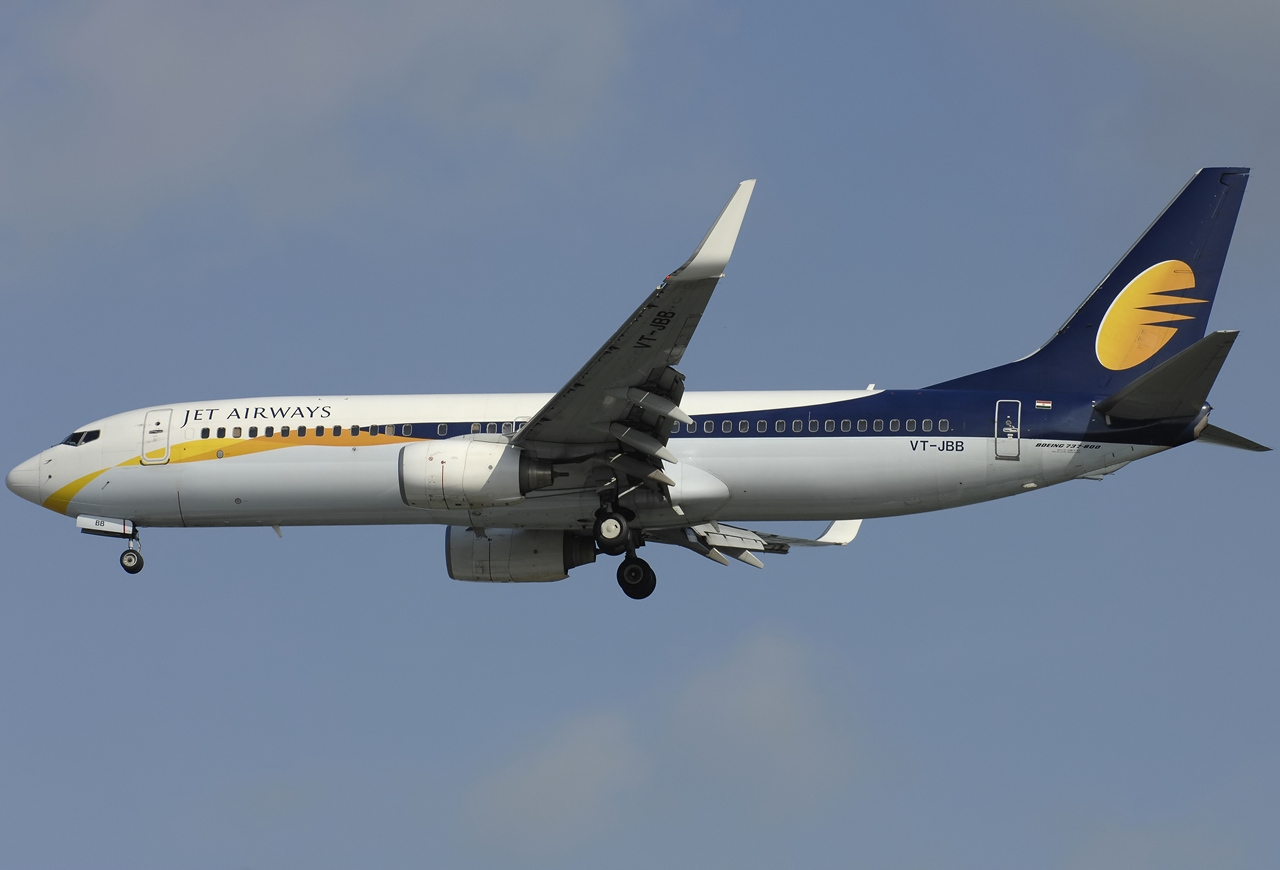
طائرة بوينغ 737 الجيل القادم تابعة لشركة جيت للطيران في طريقها إلى مطار شانغي سنغافورة في 2010

| الطائرة                | في الخدمة | مطلبوة | الركاب        | الركاب       | الركاب  | الركاب  | ملاحظات |
| الطائرة                | في الخدمة | مطلبوة | الدرجة الأولى | رجال الأعمال | الساحية | المجموع | ملاحظات |
| ---------------------- | --------- | ------ | ------------- | ------------ | ------- | ------- | ------- |
| بوينغ 737 الجيل القادم | 3         | —      | —             | 12           | 156     | 168     |         |
| بوينغ 737 الجيل القادم | 1         | —      | —             | 28           | 138     | 166     |         |
| بوينغ 777              | 5         | —      | 8             | 30           | 308     | 346     |         |
| المجموع                | 9         | -      |               |              |         |         |         |

### الأسطول التاريخي
شغلت جيت للطيران الطائرات التالية في الماضي:
| الطائرة                | المجموع | أدخلت | سحبت | ملاحظات                 |
| ---------------------- | ------- | ----- | ---- | ----------------------- |
| إيرباص إيه 320         | 1       | 1996  | 1996 | مستأجرة من طيران الخليج |
| إيرباص إيه 330         | 12      | 2007  | 2019 |                         |
| إيرباص إيه 330         | 4       | 2012  | 2019 |                         |
| إيه تي آر 72           | 23      | 1999  | 2019 |                         |
| إيه تي آر 72           | 3       | 2012  | 2019 |                         |
| بوينغ 737 كلاسيك       | 4       | 1993  | 1999 |                         |
| بوينغ 737 كلاسيك       | 16      | 1994  | 2009 |                         |
| بوينغ 737 كلاسيك       | 5       | 1998  | 2001 |                         |
| بوينغ 737 الجيل القادم | 25      | 1998  | 2019 |                         |
| بوينغ 737 الجيل القادم | 4       | 2012  | 2019 |                         |
| بوينغ 737 ماكس         | 8       | 2018  | 2021 |                         |